# Дятел-смугань жовтовусий

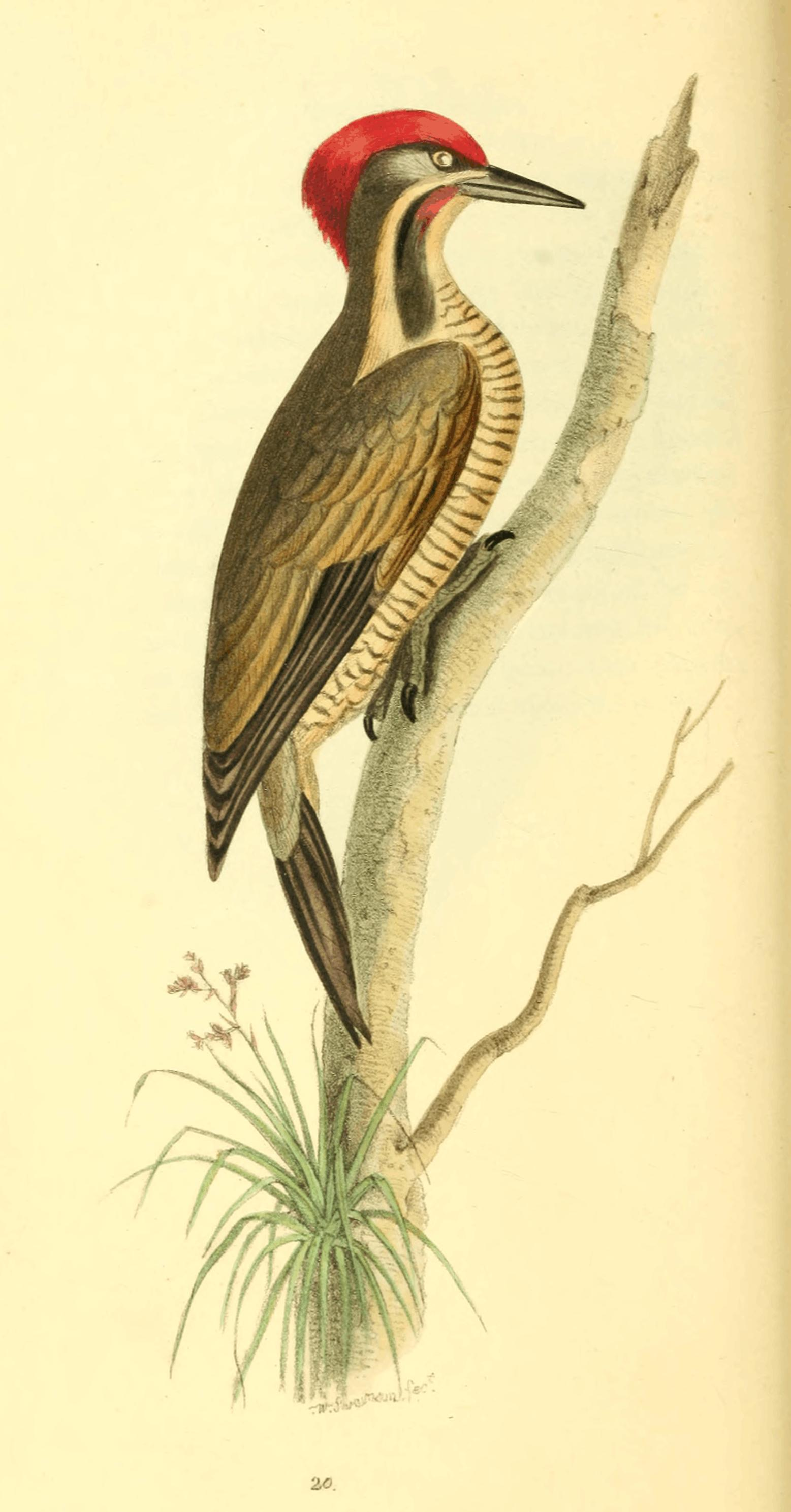
Жовтовусий дятел-смугань (малюнок Свенсона, 1820 рік)

Дятел-смуга́нь жовтовусий (Piculus chrysochloros) — вид дятлоподібних птахів родини дятлових (Picidae). Мешкає в Південній Америці. Виділяють низку підвидів. Утворює надвид з жовтобровим дятлом-смуганем.

## Опис
Довжина птаха становить 21-23 см. Верхня частина тіла оливково-зелена, живіт жовтий, поцяткований оливковими або коричневими смужками.  Від дзьоба до потилиці ідуть жовті смуги, утворюючи "вуса". У самців тім'я, потилиця і лоб червоні, у самок, в залежності від підвиду, голова оливкова або жовта. У самців щоки червоні. Райдужки білі або блакитні, дзьоб темно-сірий, лапи оливкові.

## Підвиди
Виділяють шість підвидів:
- P. c. xanthochlorus (Sclater, PL & Salvin, 1875) — східна Панама, північна Колумбія, північно-західна Венесуела;
- P. c. capistratus (Malherbe, 1862) — схід Еквадору. північний схід Перу, південно-східна Колумбія, північна Бразилія, Гвіана;
- P. c. laemostictus Todd, 1937 — схід Перу, південна Амазонія, північно-західна Болівія;
- P. c. paraensis (Snethlage, E, 1907) — північ бразильської Амазонії;
- P. c. polyzonus (Valenciennes, 1826) — південно-східна Бразилія;
- P. c. chrysochloros (Vieillot, 1818) — північний схід, схід і південь Бразилії, східна Болівія, Парагвай, північна Аргентина.

## Поширення й екологія
Жовтовусі дятли-смугані живуть у тропічних лісах, у болотах і саванах, на висоті від 100 до 650 м над рівнем моря.